# Underneath the Radar
Underneath the Radar è il primo album in studio del gruppo musicale britannico Underworld, pubblicato il 16 febbraio 1988.

## Tracce
1. Glory! Glory! – 5:42
2. Call Me No.1 – 5:05
3. Rubber Ball (Space Kitchen) – 3:38
4. Show Some Emotion – 4:24
5. Underneath the Radar – 6:05
6. Miracle Party – 1:26
7. I Need a Doctor – 4:51
8. Bright White Flame – 5:09
9. Pray – 5:43
10. The God Song – 6:01